# صمبر
الصَّمْبَر أو أيل الهند أو أيل ملقة لونه بني غامق واسع لديه عرف الغزلان الآسيوية. يصل ارتفاعه 102-160 سم في الكتف ووزنه يقدر 546 كلغ.معطفه بني غامق مع كستناء هي علامات الردف والمنطقة السفلية. جبينه يحتوي على شوكات كونها بسيطة ومتشعبة ومحزومة في الطرف. في بعض العينات من القرون يتجاوز 101 سم.

## البيئة

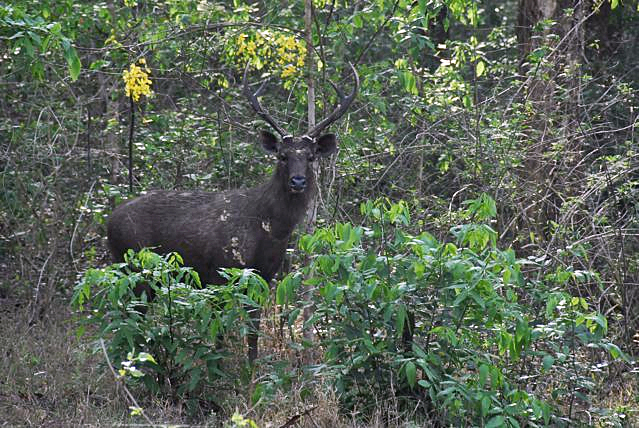
أيل الصمبر

يعيش الصمبر في جنوب شرق آسيا (شمالا حتى الجنوب التي تواجه سفوح جبال الهيمالايا) وشرق آسيا (بورما وتايلاند والهند الصينية، وشبه جزيرة الملايو)، والصين الجنوبي (بما في ذلك جزيرة هاينان)، وتايوان، وجزر سومطرة وبورنيو في أندونيسيا. وقد شهدت هذه الغزلان في قطعان كبيرة يتجمعون في المناطق المحمية مثل المتنزهات والمحميات الوطنية في الهند وسريلانكا، وتايلاند.

## الغداء
- تتغدى بشكل رئيسي على النباتات الخشنة، والعشب ،الأغصان والفواكه وبراعم الخيزران. وهي حيوانات نهارية تعيش في قطعان يتكون من 5-6 أعضاء.
- تم العثور على هذه الغزلان في الموائل التي تتراوح بين الغابات الاستوائية الموسمية (الغابات الاستوائية الجافة والموسمية الغابات دائمة الخضرة رطبة)، والغابات المختلطة شبه المدارية (الصنوبريات، نفضي العريضة، والعريضة أنواع الأشجار دائمة الخضرة) في الغابات الاستوائية المطيرة. وتغطي الغالبية العظمى من الأراضي التي تصنف على الغابات الاستوائية المطيرة، ولكن كثافة هم على الارجح منخفضة للغاية هناك. وربما يفضل الغزلان الأشجار والمناطق المتاخمة لها في الماء. وهي تعيش بأقصى الشمال، وفقا لبرية الصين، والسفوح الجنوبية لجبال تشينلينغ قي الصين الوسطى. وفي تايوان، جنبا إلى جنب مع أيل سيكا.

## المفترسون
- هي عنصر فريسة مفضلة للنمور والفهود الآسيوية والتماسيح.

## التكاثر
- على الرغم من أنها لا تملك موسم التزاوج محددة، وعموما الصمبر يتزاوج من أيلول / سبتمبر وحتى يناير.والذكور تدافع عن أرضها وتبحث عن جذب الإناث، من خلال عرض صخب وحاسة الشم. والذكور هي انفرادية وشديدة العدوانية تجاه الآخرين من الذكور خلال هذه الفترة. الإناث قد تعيش في مجموعات من ثمانية. ويجوز للذكر واحد قيادة مجموعة كاملة من الإناث في أرضه.
- فترة الحمل للإناث حوالي 9 أشهر تشهد ولادة عجل واحد. العجول الصمبر شعرها بني مع بقع بيضاء التي تفقد في وقت قريب جدا. العجول تفضل البقاء مع أمهاتهم لمدة تصل إلى عامين.

## السلالات
- سلالات الصمبر في الهند وسري لانكا هي أكبر من جنس مع أكبر قرون في كل من حجم وأبعاد في الجسم والصمبر جنوب الصين التي تتواجد بالصين وجنوب شرق آسيا ربما الثانية من حيث الحجم من الصمبر الهندي والصمبر سومطرة الذي يعيش في شبه جزيرة الملايو وسومطرة.والصمبر بورنان يبدو أن لديها قرون أصغر بما يتناسب مع حجم الجسم.والصمبر فرموزان هو أصغر أيل مع نسب مشايهة للصمبر جنوب الصين.

| الاسم              | السلالة               | موطنها التاريخي         |
| ------------------ | --------------------- | ----------------------- |
| R. u. apoensis     |                       | الفلبين                 |
| R. u. barandanus   |                       | الفلبين                 |
| R. u. basilanensis | الصمبر باسيليان       | باسليان، الفلبين        |
| R. u. boninensis   | الصمبر بونين          | جزيرة بونين             |
| R. u. deejeani     | الصمبر جنوب الصين     | جنوب الصين              |
| R. u. equinus      | الصمبر سومطرة         | سومطرة، المالايو، بورما |
| R. u. hainana      | الصمبر هاينان         | جزيرة هاينان            |
| R. u. niger        | الصمبر الهندي         | الهند                   |
| R. u. philippinus  | أيل الصمبر الفلبيني   | الفلبين                 |
| R. u. swimhoi      | أيل الصمبر فورمسان    | تايوان                  |
| R. u. unicolor     | أيل الصمبر السريلانكي | سريلانكا                |